# Route européenne 933
Pour les articles homonymes, voir Route 933.
La route européenne 933 est une route reliant Alcamo, dans la province de Trapani, à Trapani, en Sicile.